# Roy Vernon
Thomas Royston "Roy" Vernon (14. april 1937 - 4. december 1993) var en walisisk fodboldspiller (angriber).
Vernon tilbragte størstedelen af sin karriere i England, hvor han spillede fem sæsoner hos både Blackburn, Everton og Stoke. I tiden hos Everton var han anfører og topscorer for klubben, da det sikrede sig det engelske mesterskab i 1963.
Vernon spillede desuden 32 kampe og scorede otte mål for Wales' landshold. Han var en del af den walisiske trup til VM i 1958 i Sverige, Wales' eneste VM-deltagelse nogensinde. Han spillede én af landets fem kampe i turneringen, hvor holdet nåede frem til kvartfinalen.
Vernon døde af kræft i 1993, i en alder af 56 år.

## Titler
Engelsk mesterskab
- 1963 med Everton